# Siccobaccatus

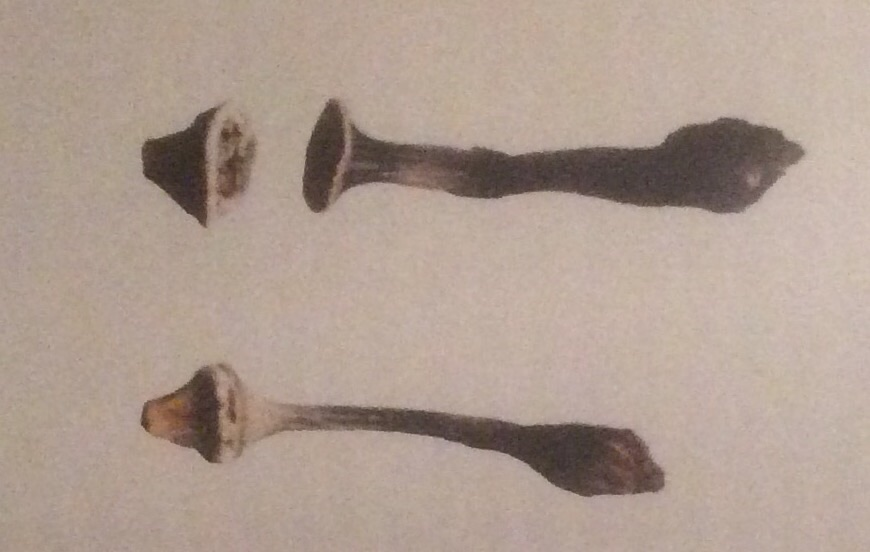
Typische Frucht von Siccobaccatus dolichospermaticus

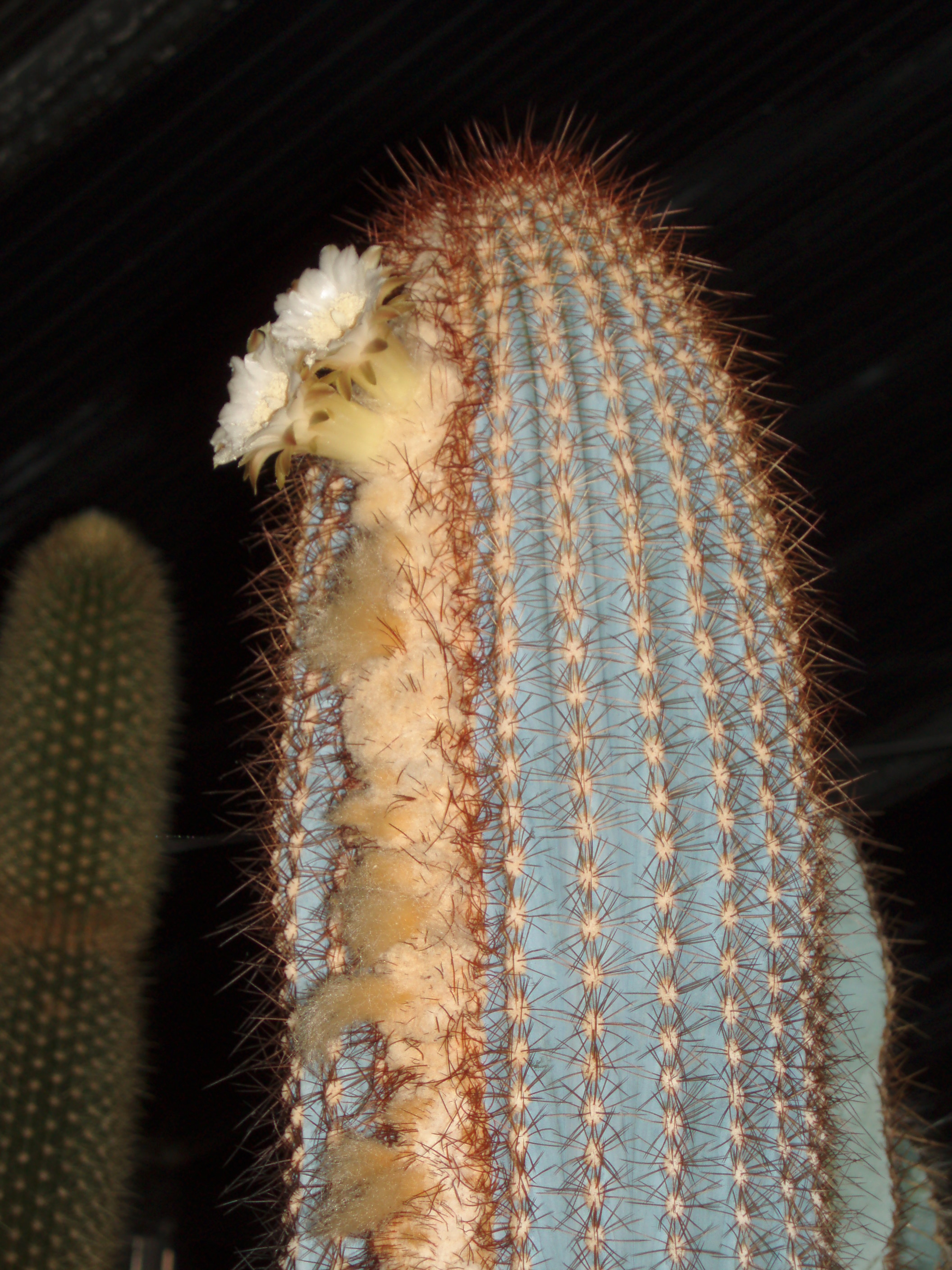
Siccobaccatus dolichospermaticus in Blüte

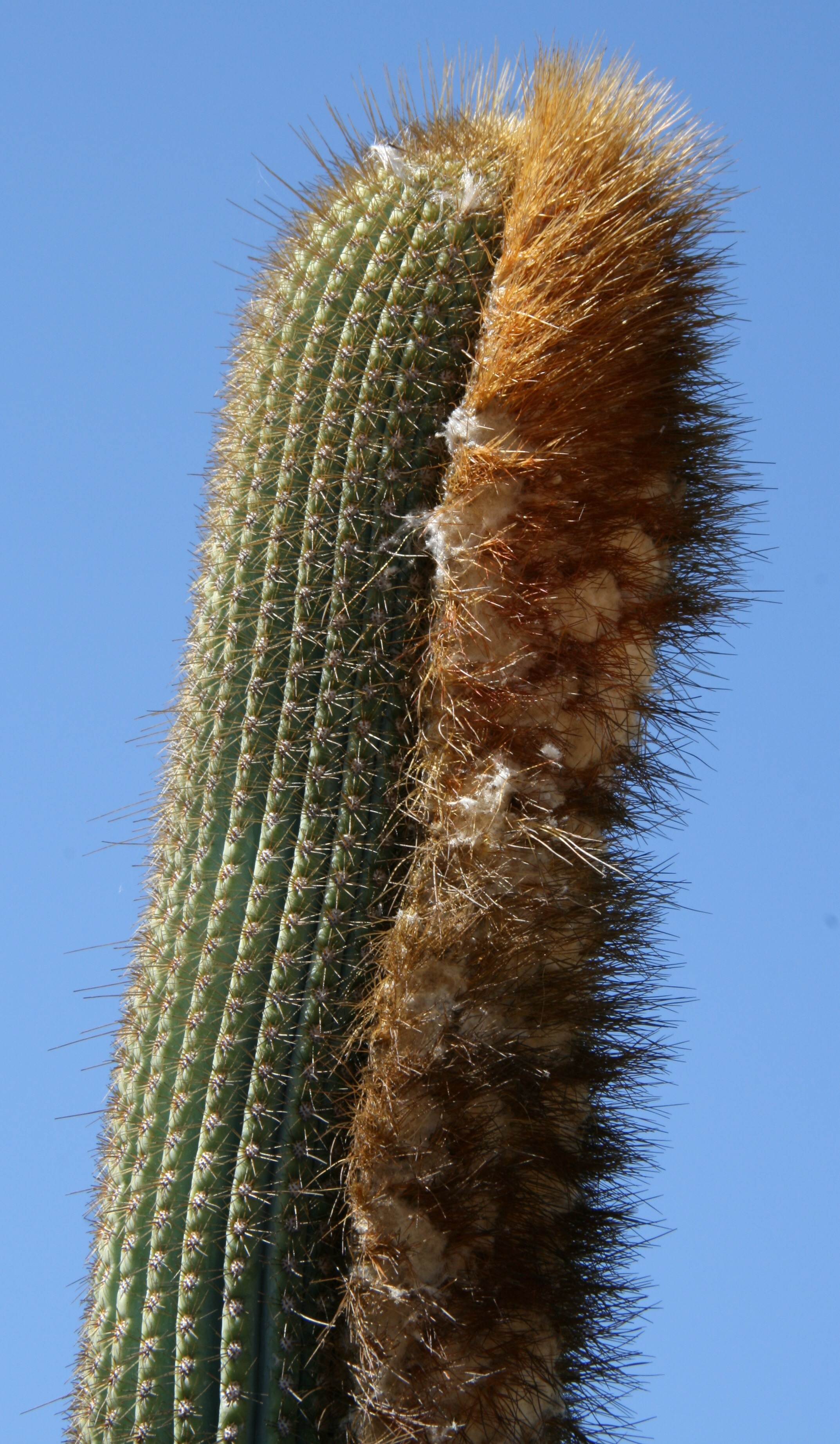
Siccobaccatus insigniflorus mit orange-borstigem Cephalium

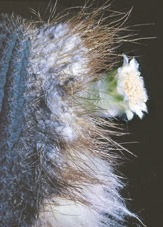
Siccobaccatus insigniflorus in Blüte

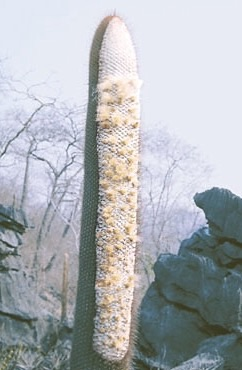
Siccobaccatus estevesii am Originalfundort

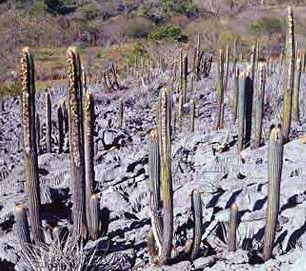
Siccobaccatus dolichospermaticus Grenzgebiet Bahia/Minas Gerais

Siccobaccatus ist eine Pflanzengattung aus der Familie der Kakteengewächse (Cactaceae). Der botanische Name der Gattung bezieht sich auf die dünnwandigen, fast papierartig trockenen Fruchtwände. Die Typusart der Gattung ist Siccobaccatus dolichospermaticus.

## Beschreibung
Die Arten der Gattung wachsen stämmig säulenförmig, aufrecht, meist einzeln, oder nur sehr schwach von der Basis verzweigt, verholzte Leitbündel, blaubereifte und harte Epidermis. Areolen oval, Dornen dünn nadelförmig. Ab ca. 1–2 m Höhe wird ein kontinuierlich gerade herablaufendes Cephalium ausgebildet, weißwollig, mehr oder weniger mit Borsten durchsetzt. Blüten trichter-glockenförmig, nächtlich, weiß, elfenbeinfarbig, selbststeril. Bestäubung durch Fledermäuse. Früchte sehr dünnwandig, fast papierartig, Blütenrest anhaftend. Die Früchte öffnen sich im Cephalium, die schwarzen bis schwarzbraunen, elongierten Samen rieseln aus dem Cephalium und werden von Ameisen verschleppt. Die Keimung erfolgt in Felsritzen.

## Verbreitung und Systematik
Die Gattung Siccobaccatus ist in Nordost/Zentral-Brasilien verbreitet. Alle Arten wachsen ausschließlich auf stark verkarsteten sogenannten Bambui-Felsen im Westen von Bahia, im Nordwesten von Minas Gerais, im Nordosten von Goiás und im Südosten von Tocantins.
Die Erstbeschreibung als Gattung erfolgte 1990 durch Pierre Josef Braun und Eddie Esteves Pereira.
Die beiden Arten Siccobaccatus dolichospermaticus und Siccobaccatus estevesii wurden ursprünglich 1974 und 1975 als Austrocephalocereus beschrieben. Friedrich Ritter stellte 1979 (ohne die beiden betroffenen Arten persönlich zu kennen) alle als Austrocephalocereus publizierten Arten formal in die Gattung Micranthocereus. Siccobaccatus wurde daher lange Zeit als Synonym bzw. als Untergattung Micranthocereus subg. Siccobaccatus (P.J. Braun & Esteves) N.P. Taylor & Zappi geführt.
Neuere DNA-Studien belegen aber, dass Micranthocereus (im erweiterten Sinne wie oben dargelegt) polyphyletisch ist und Siccobaccatus eine eigenständige Gattung ist. Neuere Abhandlungen akzeptieren daher Siccobaccatus auf Gattungsebene, so z. B. in der Roten Liste gefährdeter Arten der IUCN oder auch in der neuesten Gesamtdarstellung der Cactaceae.
Neben der Typusart sind zwei weitere Arten bekannt:
- Siccobaccatus dolichospermaticus (Buining & Brederoo) P.J. Braun & Esteves 1990
- Siccobaccatus estevesii (Buining & Brederoo) P.J. Braun & Esteves 1990
  - Siccobaccatus estevesii subsp. estevesii
  - Siccobaccatus estevesii subsp. grandiflorus (L. Diers & Esteves) P.J. Braun & Esteves 1990
- Siccobaccatus insigniflorus (L. Diers & Esteves) P.J. Braun & Esteves 2008

## Nachweise